# Vígtelke
Vígtelke (szlovákul: Vidová) Szalóc településrésze Szlovákiában, a Kassai kerület Rozsnyói járásában.

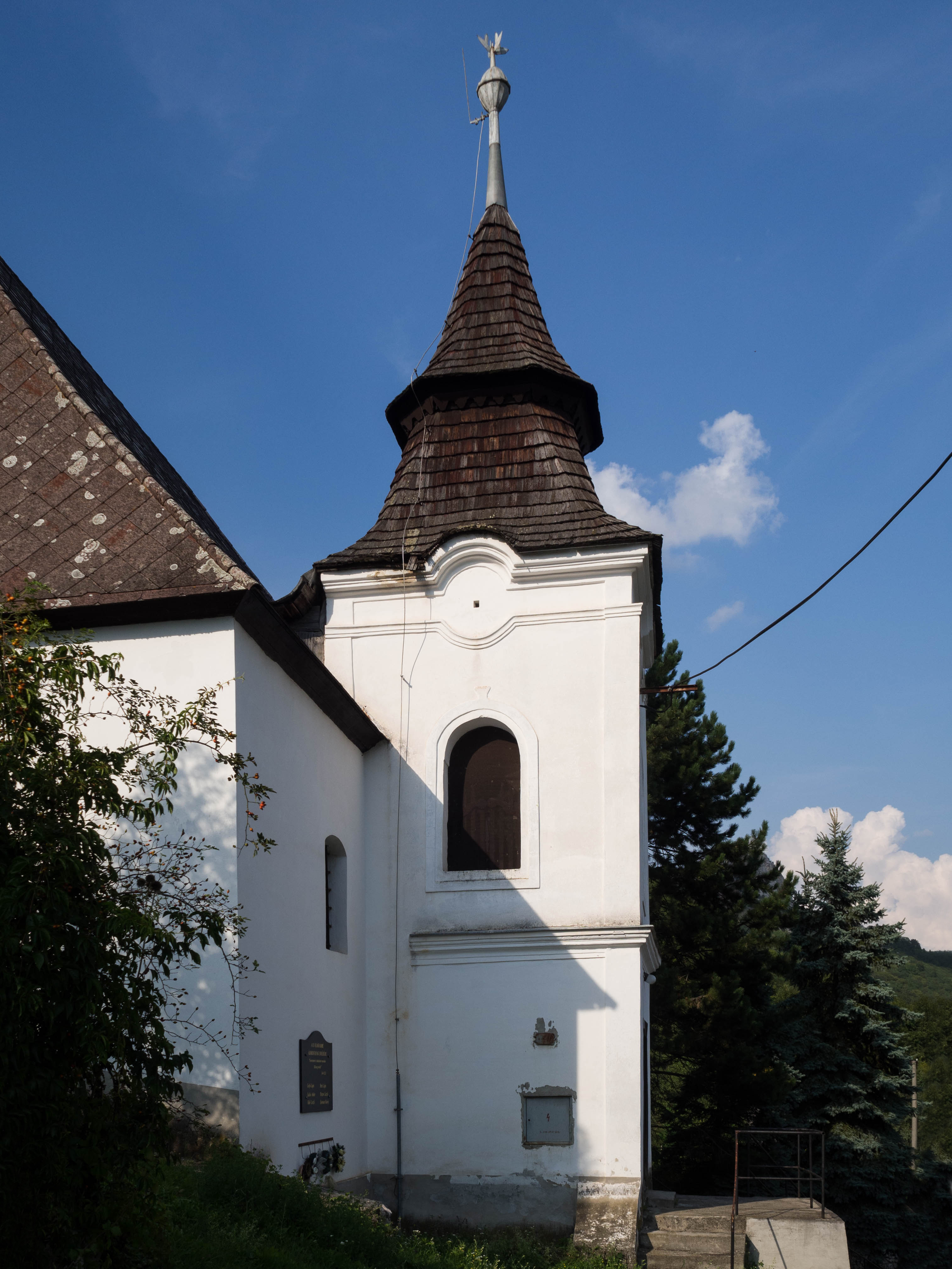
Református templom

## Fekvése
Rozsnyótól 12 km-re délnyugatra, a Sajó jobb partján fekszik.

## Története
A település első említése 1320-ból származik. A csetneki Bebek család birtoka volt, majd a 16. század második felétől Szárd várának tartozéka, később az Eszterházy család birtoka. Lakói mezőgazdasággal, állattartással, mészégetéssel foglalkoztak. Vaskohóját a 19. század elején építették, a rimamurány-salgótarjáni vasművekhez tartozott.
A 18. század végén Vályi András így ír róla: „VIGTELEK. Magyar falu Gömör Várm. földes Ura Hg. Eszterházy Uraság, lakosai többfélék, fekszik Rozsnyóhoz közel, mellynek filiája; határja középszerű, piatza 2 mértföldnyire van, legelője tsekély, meszet is égetnek, és a’ szomszéd vas hámorokban pénzt kereshetnek."
Borovszky monográfiasorozatának Gömör-Kishont vármegyét tárgyaló része szerint: „Vigtelke, sajóvölgyi magyar kisközség, 44 házzal s 213 ág. ev. h. vallású lakossal. A község 1427-ben Vidtelke néven a Bebek család birtoka. Később a hg. Eszterházyak lettek a földesurai. Neve a XVIII. században Vigtelek, később Végtelek változatban használatos. Azelőtt tót község volt és Vichtelka néven is szerepelt. Határában több kisebb barlang és bővízű langyos forrás van, melyek soha be nem fagynak. Ev. temploma 1785-ben épült. Vasúti megállóhelye van, postája és távírója pedig Pelsőcz."
1920-ig Gömör-Kishont vármegye Rozsnyói járásához tartozott. 1938 és 1945 között újra Magyarország része volt.
1960-ban csatolták Szalóchoz.

## Népessége
1880-ban 216 lakosából 190 magyar, 5 német, 3 szlovák, 8 egyéb anyanyelvű és 10 csecsemő volt.
1890-ben 195 magyar anyanyelvű lakos lakta.
1900-ban 213 magyar anyanyelvű lakta.
1910-ben 211, túlnyomórészt magyar lakosa volt.
1921-ben 194 magyar lakosa volt.
1930-ban 202 magyar lakta.
1941-ben 216 magyar lakta.

## Nevezetességei
- Református temploma eredetileg reneszánsz stílusú, mai formáját 1785-ben nyerte el, tornya 1800-ban épült.

## Külső hivatkozások
- E-obce.sk Archiválva 2008. április 8-i dátummal a Wayback Machine-ben
- Vígtelke – Vidová /magyar/
- Vígtelke Szlovákia térképén